# 鄭清茂
鄭清茂（1933年2月4日—）出生於嘉義民雄，日本漢學家、國際漢學家、中日文學家、翻譯家，國立臺灣大學中國文學系學士、碩士，美國普林斯頓大學東亞研究所博士，曾任美國加州大學柏克萊分校東亞學系助理教授、美國麻薩諸塞大學亞洲語文教授暨系主任，並榮獲國家文藝獎第一屆翻譯傑出獎，為少數精通中文、日文、英文的國際漢學家，專長於中國文學、日本文學、中日文學關係。
1996年，自美國波士頓退休後，返臺與楊牧、王文進、顏崑陽，攜手創辦國立東華大學人文社會科學院中國語文學系，同時擔任創系主任。2003年自東華大學退休後，獲聘為國立東華大學榮譽教授至今，不久獲頒第17屆臺灣大學傑出校友，並獲35屆頒梁實秋文學大師獎終身貢獻獎。
2015年，因為致力於翻譯日本經典文學，榮獲日本「旭日中綬章」。其著有《中國文學在日本》等書，以及日本漢學翻譯，包括吉川幸次郎《元雜劇研究》、《宋詩概說》、《元明詩概說》、小西甚一《日本文學史》、《平家物語》、松尾芭蕉《奧之細道》等日本古典名著。2019年，為造就更多日本漢學研究與文學翻譯之後輩先進，將其一生上萬冊藏書史料與手稿，全數贈予國立東華大學圖書館。
林文月教授曾談及，鄭清茂的筆致傾向枯淡清遠，是她所識同儕中書寫古雅「候文」（日本文言文），能與前一輩日本文人「平起平坐」的唯一之人。

## 荣誉

### 外国勋章奖章
- 旭日中绶章（日本，2014年11月3日公布[9]）